# یولیوس پلوکر
یولیوس پلوکر (آلمانی: Julius Plücker؛ زاده ۱۶ ژوئیهٔ ۱۸۰۱ درگذشته ۲۲ مهٔ ۱۸۶۸) یک فیزیک‌دان و ریاضیدان اهل آلمان بود.
وی همچنین برنده جوایزی همچون مدال کاپلی شده است.